# Квинт Муций Сцевола (консул 220 года до н. э.)
Квинт Муций Сцевола (лат. Quintus Mucius Scaevola; умер в 209 году до н. э.) — римский политический деятель и военачальник из плебейского рода Муциев, претор 215 года до н. э., наместник Сардинии в 215—211 годах до н. э., во время Второй Пунической войны. По некоторым данным — консул 220 года до н. э.

## Биография
Квинт Муций принадлежал к незнатному плебейскому роду, представители которого до него не занимали высшие магистратуры. Поздние генеалогии связывали семью с легендарным Гаем Муцием Кордом, который сжёг свою правую руку перед Порсенной и получил прозвище «Левша» (лат. Scaevola), но исследователи считают это вымыслом.
Известно, что к 218 году до н. э. Квинт Муций был членом жреческой коллегии децемвиров священнодействий. Там он мог, по мнению антиковеда Фридриха Мюнцера, обзавестись связями, необходимыми для продолжения карьеры. В 215 году до н. э. Сцевола стал одним из четырёх преторов, причём все его коллеги (Аппий Клавдий Пульхр, Квинт Фульвий Флакк и Марк Валерий Левин) тоже были децемвирами. Он получил в управление Сардинию и отправился туда с войском. В это время шла Вторая Пуническая война, и предыдущему наместнику пришлось заново подчинять остров Риму. Квинт Муций сразу после высадки заболел из-за непривычного климата, так что из Италии в помощь ему направили Тита Манлия Торквата. Болезнь оказалась затяжной, хотя и неопасной; тем не менее полномочия наместника продлевались до 212 года до н. э. включительно. О каких-либо военных действиях на Сардинии в этот период источники не сообщают.
В начале 211 года до н. э. Сцевола вернулся в Рим, передав Сардинию Луцию Корнелию Лентулу (ещё одному децемвиру священнодействий). Предположительно он выдвинул бы свою кандидатуру в консулы, если бы не ранняя смерть в 209 году до н. э.
Хронограф 354 года утверждает, что Квинт Муций был консулом 220 года до н. э. вместе с Марком Валерием Левином. Другие источники называют консулами этого года Гай Лутация Катула и Луция Ветурия Филона. В историографии есть два мнения на этот счёт. Речь может идти либо о фальсификации данных в интересах потомков Квинта, либо о состоявшемся в реальности избрании Сцеволы и Левина, которое позже отменили как некорректное.
Квинт стал основателем влиятельного аристократического рода. У него было двое сыновей: Публий и Квинт, консулы 175 и 174 годов до н. э. соответственно.